# Frank Chamizo
Frank Chamizo Márquez (ur. 10 lipca 1992) – kubański, a od 2013 roku włoski zapaśnik w stylu wolnym. Brązowy medalista olimpijski z Rio de Janeiro 2016 w kategorii 65 kg, piąty w Tokio 2020 w kategorii 74 kg i jedenasty w Paryża 2024 w kategorii do 74 kg.

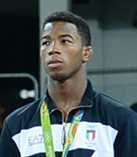

Mistrz świata w 2015 i 2017; drugi w 2019; trzeci w 2010 i 2022. Zdobył dziewięć medali mistrzostw Europy w latach 2016 - 2024. Drugi w indywidualnym Pucharze Świata w 2020. Złoto mistrzostw panamerykańskich w 2010. Wicemistrz igrzysk europejskich w 2015. Mistrz igrzysk śródziemnomorskich w 2018. Pierwszy w Pucharze Świata w 2011. Wygrał ME U-23 w 2015 roku.